# Sidney Meyers
Pour les articles homonymes, voir Meyers.
Sidney Meyers est un réalisateur et documentariste américain né le 9 mars 1906 à New York et mort le 4 décembre 1969 à New York.

## Filmographie

### comme monteur
- 1970 : Tropique du Cancer (Tropic of Cancer) de Joseph Strick
- 1969 : Esclaves
- 1960 : L'Œil sauvage (en)
- 1957 : L'Homme qui tua la peur de Martin Ritt
- 1948 : Le Petit noir tranquille (The Quiet One)

### comme réalisateur
- 1960 : L'Œil sauvage (en)
- 1948 : Le Petit noir tranquille

### comme scénariste
- 1960 : L'Œil sauvage (en)
- 1948 : Le Petit noir tranquille

### comme producteur
- 1960 : L'Œil sauvage (en)

## Nominations
- Oscars du cinéma 1950 : nomination pour l'Oscar du meilleur scénario original (The Quiet One)